# Mont Arashima
Le mont Arashima (荒島岳, Arashima-dake) est une montagne du Japon située dans la préfecture de Fukui. Il est classé parmi les 100 montagnes célèbres du Japon.

## Géographie

### Situation, topographie
Le mont Arashima, dont le sommet culmine à une altitude de 1 523 m, est situé dans la partie centrale de la ville d'Ōno (préfecture de Fukui).
Le mont Arashima n'est pas un volcan bien qu'il ait émergé d'un terrain originellement volcanique. Il est, sur une longue période, le produit d'érosion d'une caldeira formée au Miocène moyen, lorsque se développe la mer du Japon.
Le mont Arashima se double au nord-ouest d'un pic haut de 1 186 m appelé Petit Arashima.
La montagne est aussi connue sous le nom d'Ōno Fuji.

### Végétation

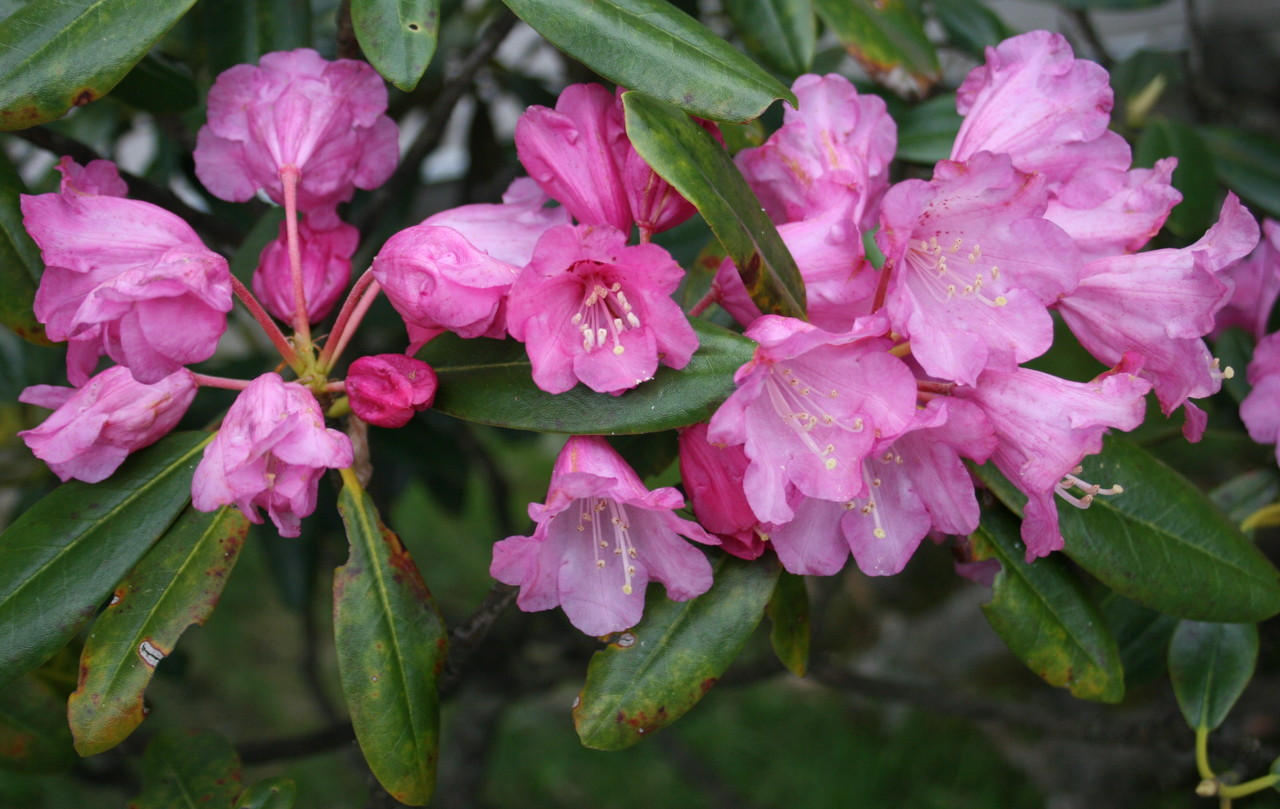
Rhododendron degronianum.

Le pied du mont Arashima est couvert d'une dense forêt de hêtres qui, jaunissant en automne, font ressortir la montagne du reste du paysage environnant.
L'ascension de la face nord, par le principal sentier de randonnée, conduit à un plateau (à l'altitude d'environ 1 200 m) : Shakunage-daira (plateau Rhododendron), un lieu réputé pour la floraison de diverses espèces d'azalées au printemps.